# Front Patriotyczny (Bułgaria)
Front Patriotyczny (bułg. Патриотичен фронт, PF) – bułgarska koalicja wyborcza tworzona przez ugrupowania nacjonalistyczne.
Porozumienie zostało podpisane 3 sierpnia 2014 przed przedterminowymi wyborami parlamentarnymi. Koalicję zawiązały Narodowy Front Ocalenia Bułgarii Walerego Simeonowa oraz WMRO – Bułgarski Ruch Narodowy Krasimira Karakaczanowa. Sojusz wsparły mniejsze ugrupowania i organizacje narodowej prawicy, w tym grupy skupione wokół byłych europosłów Ataki. W głosowaniu z 5 października 2014 Front Patriotyczny uzyskał blisko 7,3% głosów i 19 mandatów w Zgromadzeniu Narodowym 43. kadencji. Ugrupowanie poparło nowy centroprawicowy gabinet Bojka Borisowa, formalnie nie wchodząc w skład koalicji rządzącej. W 2017 oba ugrupowania współtworzyły nową koalicję wyborczą pod nazwą Zjednoczeni Patrioci.